# Ken Kotyk
Ken Kotyk (Canora, 7 de febrero de 1981) es un deportista canadiense que compitió en bobsleigh en la modalidad cuádruple.
Ganó dos medallas en el Campeonato Mundial de Bobsleigh, plata en 2007 y bronce en 2005. Participó en los Juegos Olímpicos de Turín 2006, ocupando el cuarto lugar en la prueba cuádruple.

## Palmarés internacional
| Campeonato Mundial | Campeonato Mundial   | Campeonato Mundial | Campeonato Mundial |
| Año                | Lugar                | Medalla            | Prueba             |
| ------------------ | -------------------- | ------------------ | ------------------ |
| 2005               | Calgary (Canadá)     | Medalla de bronce  | Cuádruple          |
| 2007               | Sankt Moritz (Suiza) | Medalla de plata   | Cuádruple          |